# Knarik Vardanjan
Knarik Grigori Vardanjan (armenski: Քնարիկ Վարդանյան; Kaftarli, 24. studenoga 1914. – Erevan, 25. prosinca 1996.) bila je armenska sovjetska umjetnica, najpoznatija kao slikarica i grafičarka. Dobila je titulu počasne umjetnice Armenske SSR (1967.).

## Životopis
Knarik Vardanjan rođena je 24. studenog 1914. u selu Kaftarli (sada poznatom kao Panik), Aleksandropoljski uezd, Kavkasko namjestništvo, Rusko Carstvo.
Diplomirala je 1933. na Lenjinakanskom građevinskom tehničkom fakultetu. Sljedeće godine od 1933. do 1934. Vardanjan je radila u arhitektonskom studiju Aleksandra Tamanjana kao asistentica. Godine 1941. diplomirala je na Državnoj školi likovnih umjetnosti Panos Terlemezjan; nakon čega je 1950. diplomirala na Erevanskom državnom institutu za likovnu umjetnost i kazalište; i studirao od 1950. do 1952. na slikarskom odjelu u Domu armenske kulture u Moskvi, kod B. V. Johansona.
Od 1942. do 1944. radila je kao glavna umjetnica u Lutkarskom kazalištu Hovhannes Tumanjan u Erevanu i sudjelovala u stvaranju niza predstava. Počevši od 1950. Vardanjan je bila članica Komunističke partije Sovjetskog Saveza. Bila je u braku s opernim pjevačem Davitom Pohosjanom (1911. – 2004.).
Vardanjan je slikala teme iz svakodnevnog života radnog čovjeka. 1960-ih i 1970-ih počela je mijenjati svoj rad linija i paletu boja kako bi se osvrnula na prirodu. Samostalno je izlagala u Erevanu (1965., 1978., 1981.), Leninjakanu (1981.), Kirovakanu (1981.), Ehegnadžoru (1982.), Tbilisiju (1982.). Mnoga njezina umjetnička djela mogu se pronaći u muzejskim zbirkama, uključujući opsežnu zbirku u Nacionalnoj galeriji Armenije.
Umrla je 25. prosinca 1996. u Erevanu, Armenija.